# Bilbao Athletic
El Bilbao Athletic es el equipo filial del Athletic Club. Fue adscrito como club filial oficial en 1964 bajo el nombre de Club Atlético de Bilbao Amateur, aunque existió brevemente en los años 1940 bajo denominación de Club Deportivo Bilbao y que realizaba las funciones de equipo filial.
El vigente nombre de Bilbao Athletic obedece a la voluntad de homenajear a uno de los dos primeros equipos de fútbol con que contó Bilbao en los orígenes de este deporte en el país. En efecto, cuando los ingleses trajeron el foot-ball, fueron dos los grupos de bilbaínos que se sumaron a aquella moda y fundaron sus respectivos equipos: El Athletic Club, fundado por los asiduos al Gimnasio Zamacois y el Café García, y el Bilbao Fútbol Club, organizado en torno a deportistas más próximos a la zona de Las Arenas.
Es el primer equipo que conforma las categorías inferiores del club, denominadas como «Lezama», siendo considerada como una de las mejores canteras futbolísticas de Europa. El diario francés L'Équipe así lo reflejó en un estudio realizado en 2014 donde resaltaba que la mayoría de los futbolistas profesionales que conforman su plantilla son formados en las instalaciones rojiblancas, perteneciendo quince de ellos al actual primer equipo del club. Muchos de ellos hicieron posteriormente carrera en el fútbol europeo.
El filial milita en la temporada 2024-25 en la Primera Federación, tercera categoría del fútbol español en sustitución de la extinta Segunda División "B". A diferencia de otras Ligas europeas y mundiales de fútbol, en España la regulación y normativas que afecta a los equipos filiales permiten que estos puedan actuar como clubes profesionales a todos los efectos —pudiendo competir en el mismo sistema de Liga que el resto de equipos—, en vez de jugar una Liga separada de equipos filiales. El Bilbao Athletic no puede ascender a una categoría superior o igual del fútbol español a la del primer equipo, siendo esta la Liga Santander o Primera División. De no ser por dicha norma, habría ascendido a Primera División en 1984 y disputado la promoción de ascenso en 1990.
Pese a que históricamente siempre actuó como un club de fútbol más dentro de la Real Federación Española de Fútbol (RFEF) —y por lo tanto con los mismos derechos que cualquier otro— en cuanto a las competiciones a disputar, en el año 1991 la Federación llevó a efecto un cambio en sus estatutos que afectó directamente a dichos equipos "B" o filiales. Desde ese momento se impidió la participación de estos equipos en la Copa del Rey, —circunstancia aún vigente en la actualidad—.
El equipo disputa sus partidos como local en las instalaciones de Lezama, —complejo deportivo del club situado en la localidad homónima de la que toma su nombre—, y su campo 2 cuenta con una capacidad de 3250 espectadores.
La plantilla está compuesta, mayoritariamente, por futbolistas formados en la cantera del club que han disputado la temporada anterior con el C. D. Basconia —segundo filial del club— o con el equipo juvenil. La edad media de la plantilla está en torno a los 20-21 años. Los jugadores menores de 23 años pueden jugar partidos con el primer equipo y el filial durante la temporada. Si jugaran con el primer equipo siendo mayores de 23 años, no podrían volver a hacerlo con el equipo filial.

## Historia

### Antecedentes y contexto histórico
El Bilbao Athletic nace en 1938, durante la Guerra Civil. Los primeros años posteriores al conflicto bélico coincidieron con el nacimiento de un sinfín de equipos en Vizcaya, al tiempo que el Athletic Club se encontraba debilitado por los acontecimientos. Por necesidad de tener que competir en el Campeonato Regional, y por las escasas garantías que ofrecían los jugadores que le quedaban al Athletic Club así como por una cierta prevención por salvaguardar el nombre de la entidad, hicieron que el club inscribiera un equipo en aquella primera competición de la posguerra con el nombre de Bilbao Athletic Club. Se ponía así a salvo de cualquier fracaso el nombre del Athletic Club y se evitaba que cualquier otro grupo usurpara el nombre del Bilbao. Con el Campeonato de Liga y el Campeonato de España de Copa suspendidos por la contienda, se creó un equipo que pudiese participar en el Campeonato Regional contra otros equipos de Vizcaya. Cumplido aquel objetivo y una vez finalizada la guerra, se le constituye oficiosamente como filial bajo el nombre de Club Deportivo Bilbao —con buenas actuaciones en categoría regional—, sin embargo antes del inicio de la Tercera División 1943-44 la directiva declina su participación y cede a sus jugadores al Arenas de Guecho, el cual actuó durante unos años como filial, dando con la desaparición del C. D. Bilbao.

### Oficialidad como Bilbao Athletic Club
En 1964 se recuperó el equipo bajo la denominación de Club Atlético de Bilbao Amateur. El club vio la necesidad de contar con un equipo puente o intermedio entre el primer equipo y los juveniles en el que foguear a sus jóvenes más destacados. Se retomó entonces la idea del Bilbao Athletic y se inscribió al equipo en la Segunda Regional, con Piru Gainza como entrenador y disputando los encuentros en el Campo de San Ignacio, situado en el distrito de Deusto. El equipo quedó campeón y ascendió a Primera Regional, pero Gainza pasó a hacerse cargo del primer equipo y tomó el relevo Rafa Iriondo. En la temporada 1965-66 se proclamó campeón de Primera Regional y campeón de aficionados de Vizcaya, y logró acceder a Tercera División del fútbol nacional. En la temporada 1966-67 cambio de denominación a Bilbao Atlético Club para no coincidir con el primer equipo y se trasladó al Estadio de San Mamés. Además, se proclamó campeón de su grupo de Tercera pero fue derrotado en la fase de ascenso por el Club Deportivo Badajoz. Esa misma temporada volvió a ser Campeón de Vizcaya de aficionados, aunque cayó eliminado en las semifinales de la fase nacional por el Barcelona. En la temporada siguiente no se clasificó para la fase de ascenso a Segunda División tras empatar a un gol en Portugalete en el último partido de la temporada, cuando necesitaba la victoria para obtener la clasificación, pero sí volvió a lograr el regional de aficionados y posteriormente, esta vez sí, el campeonato de España de esta categoría.
La temporada 1968-69 fue la del primer ascenso a Segunda División. Rafael Iriondo comenzó la temporada en el banquillo, pero fue reclamado por el primer equipo y le sustituyó Poli Bizcargüenaga. El equipo ganó veintinueve de los treinta y ocho partidos disputados y empató seis, proclamándose campeón de su grupo de Tercera. Como campeón de grupo se enfrentó al Club Deportivo Orense, con el que perdió en la ida (2-1) y en San Mamés (0-1). Al no lograr el ascenso directo en primera fase, tuvo que promocionar ante el Deportivo Alavés de Segunda. Ganó el primer partido en San Mamés (3-0), y perdió en Mendizorrotza (1-0), obteniendo así el ascenso por diferencia de goles. La alineación que obtuvo la gesta estuvo formada por: Juanjo Santamaría, José María Cenitagoya, José Antonio Beitia, José Alberto Zarzosa, Luis María Birichinaga, José Antonio Aurre, José Luis Díaz, Jesús María Monreal, Félix Zubiaga, Francisco Platas y Gonzalo Sobera. En su primera temporada en Segunda División, sufrió el descenso de categoría tras perder en el decisivo partido de promoción frente al Villarreal Club de Fútbol.
Permaneció en Tercera División hasta la temporada 1977-78, en la cual pasó a ser uno de los clubes debutantes en la recién creada intermedia Segunda División "B". Entre 1983 y 1996 permaneció en Segunda División, a excepción de la temporada 1988-89 que estuvo en Segunda "B". De no existir la prohibición de coincidir en la misma categoría con el primer equipo, pudiera haber disputado la Primera División en varias ocasiones. La primera de ellas, tras la temporada 1983-84 bajo las órdenes de José Ángel Iribar, consiguieron el subcampeonato de Segunda División con Julio Salinas como máximo goleador de la categoría y tras un emocionante campeonato frente al Castilla Club de Fútbol —filial madridista— con el que empataron a puntos. Curiosamente, en esa misma temporada de Primera División los primeros equipos de bilbaínos y madrileños tuvieron la misma reñida disputa por el campeonato, igualando también a puntos, pero resultando vencedor el conjunto vasco. Años más tarde, tuvo la segunda ocasión en la temporada 1989-90 bajo la dirección de Iñaki Sáez, cuando finalizaron en tercera posición tras haber ascendido la temporada anterior.

### Actualidad

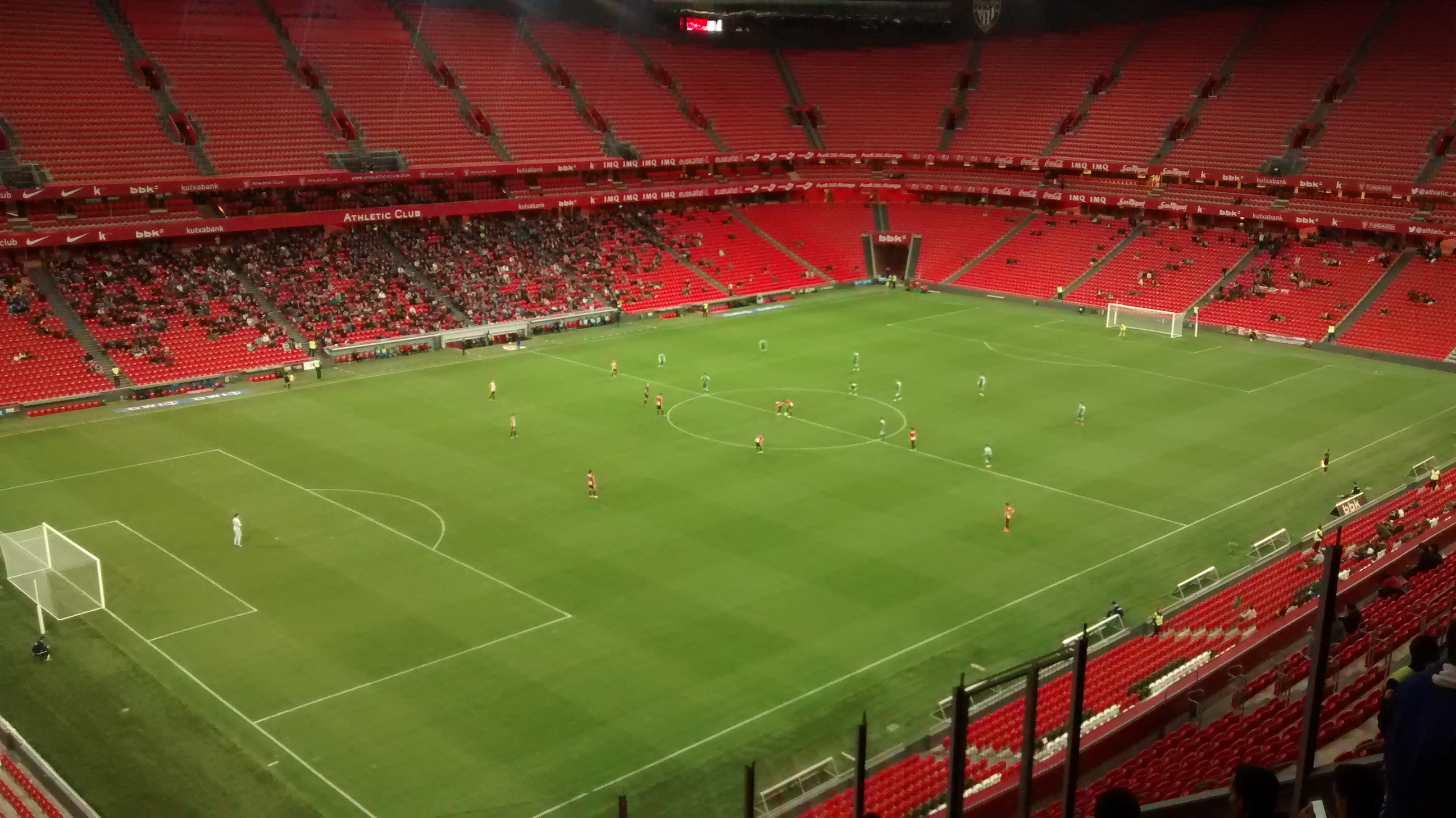
Partido frente al C. D. Leganés en San Mamés (2015-16).

El 28 de junio de 2015 consumó un nuevo ascenso a Segunda División, tras 19 temporadas militando en la categoría de bronce, de la mano de Cuco Ziganda. El equipo finalizó como segundo clasificado del grupo II del curso 2014-15 y en el play-off de ascenso venció al Club de Fútbol Villanovense, al UCAM Murcia y al Cádiz Club de Fútbol.
En la temporada 2017-18, con Gaizka Garitano en el banquillo como relevo de Ziganda, el equipo llegó a disputar nuevamente el play-off de ascenso, donde cayó eliminado en primera ronda por el Villarreal Club de Fútbol "B" —por el mayor valor de los goles fuera de casa (3-3)—. Dos años después, con Joseba Etxeberria en el banquillo, perdieron nuevamente frente al Club Deportivo Badajoz, esta vez en la tanda de penaltis. En la temporada 2020-21 finalizaron como subcampeones de grupo, lo que les permitió acceder a un complejo sistema de eliminatorias para dilucidar las nuevas categorías del fútbol español, tras una remodelación de la Real Federación Española de Fútbol. En dicho play-off fueron derrotados en semifinales por el Burgos Club de Fútbol y fueron los burgaleses los que accedieron a Segunda División, quedando los bilbaínos en la nueva Primera División RFEF, la cual sustituyó a la ya extinta Segunda División "B".

## Estadio
Desde la temporada 1997-98, el filial disputa sus encuentros en los campos 1 y 2 de las instalaciones de Lezama, con capacidad para 2.000 espectadores y 3.000 espectadores aproximados. Para los partidos de promoción a 2ª División y durante la temporada 2015-16, utilizó el estadio de San Mamés como recinto local para cumplir con los requisitos establecidos por la Liga de Fútbol Profesional (LFP) en cuanto a estadios.

## Datos del club

### Denominaciones
A lo largo de su historia, el equipo bilbaíno ha visto como el nombre del club variaba por diversas circunstancias hasta la denominación actual de Bilbao Athletic, vigente desde 2006. El club filial se inició bajo el nombre de Club Atlético de Bilbao Amateur, tras su oficialización en 1964.
A continuación se listan las distintas denominaciones de las que ha dispuesto el club a lo largo de su historia:
- Bilbao Athletic Club: (1938-40) Denominación del equipo conformado para representar al club a nivel regional.
- Club Deportivo Bilbao: (1940-43) Nombre inscrito en el registro de asociaciones; constitución oficiosa del filial.
- Club Atlético de Bilbao Amateur: (1964-1966) Oficialización legal como filial totalmente dependiente del primer equipo.
- Bilbao Atlético Club: (1966-1972) Recupera la histórica denominación pero acorde a la castellanización vigente de los anglicismos.[20]
- Bilbao Athletic Club: (1972-91) Adaptación histórica tras la liberalización de términos.
- Athletic Club "B": (1991-2006) Cambio tras la normativa de la RFEF respecto a equipos filiales.
- Bilbao Athletic: (2006-Act.) Recuperación de la histórica denominación tras recibir el permiso de la RFEF.

### Palmarés
Nota: en negrita competiciones vigentes en la actualidad.
| Competición nacional                    | Títulos           | Subcampeonatos                 |
| --------------------------------------- | ----------------- | ------------------------------ |
| Segunda División (0)                    |                   | 1983-84. (1)                   |
| Segunda División "B" (2)                | 1982-83, 1988-89. | 1997-98, 2014-15, 2020-21. (3) |
| Segunda Federación (1)                  | 2023-24.          |                                |
| Tercera División (2)                    | 1966-67, 1968-69. |                                |
| Campeonato de España de Aficionados (1) | 1967-68.          |                                |

| Competición regional             | Títulos  | Subcampeonatos |
| -------------------------------- | -------- | -------------- |
| Campeonato Regional Vizcaíno (1) | 1938-39. |                |

### Trayectoria
Nota: En negrita competiciones activas.
| Competición                                | P.J. | P.G. | P.E. | P.P. | G.F. | G.C. | Mejor resultado       |
| ------------------------------------------ | ---- | ---- | ---- | ---- | ---- | ---- | --------------------- |
| Campeonato de Liga de Segunda División     | 542  | 173  | 156  | 213  | 622  | 688  | Subcampeón            |
| Promociones de descenso                    | 3    | 1    | 0    | 2    | 4    | 5    | —                     |
| Campeonato de España de Copa               | 63   | 21   | 15   | 27   | 84   | 81   | Dieciseisavofinalista |
| Copa de la Liga de España                  | 12   | 5    | 3    | 4    | 22   | 18   | Semimfinalista        |
|                                            |      |      |      |      |      |      |                       |
| Campeonato de Liga de Segunda División "B" | 1156 | 497  | 317  | 342  | 1616 | 1187 | Campeón               |
| Promociones de ascenso                     | 27   | 12   | 6    | 9    | 36   | 33   | —                     |
| Campeonato de Liga de Primera Federación   | 2    | 1    | 1    | 0    | 3    | 2    | En disputa            |
|                                            |      |      |      |      |      |      |                       |
| Campeonato de Liga de Tercera División     | 364  | 187  | 85   | 92   | 680  | 374  | Campeón               |
| Promociones de ascenso                     | 8    | 3    | 1    | 4    | 7    | 7    | —                     |
| Promociones de descenso                    | 2    | 1    | 1    | 0    | 4    | 3    | —                     |
|                                            |      |      |      |      |      |      |                       |
| Campeonato de España de Aficionados        | 25   | 15   | 5    | 5    | 51   | 35   | Campeón               |
| Total                                      | 2204 | 916  | 590  | 698  | 3129 | 2433 | 5 Títulos             |
| Ver estadísticas completas                 |      |      |      |      |      |      |                       |

Ha disputado un total de 14 temporadas de Segunda División —segunda categoría del fútbol español—. Tras ellas se sitúan las 29 disputadas de la extinta Segunda División "B" —reemplazada en 2021 por la Primera División RFEF en la que suma una participación—. Cierra sus presencias en categoría nacional con 10 temporadas en Tercera. Su mejor registro data de la temporada 1983-84 en la que logró el subcampeonato, mientras que su peor desempeño se produjo en la temporada 2007-08, en la que finalizó decimoquinto.

## Organigrama deportivo

### Jugadores
Entre sus jugadores históricos cabe destacar a los tres que figuran como sus máximos goleadores: Félix Zubiaga (97 goles), Jesús María Ibarrondo (93 goles) y Julio Salinas (62 goles). El mismo Zubiaga es además el que más goles anotó en una misma temporada con 29, logrados en la Segunda Regional 1964-65, igualado posteriormente por Francisco Platas en la Tercera División 1968-69. Desde 1977 comparten dicho registro el ya mencionado Salinas con 23 goles en la Segunda División 1983-84 y Asier Villalibre, en la Segunda División "B" 2018-19 tras superar la anterior marca de 22 tantos de Ricardo Arrien en la temporada 1982-83. De igual modo, cabe destacar a aquellos con más partidos disputados: Patxi Iru (187), Julen del Val (185) y Óscar Vivanco (157).
Desde su creación en 1964, 76 exjugadores del filial han superado los 100 partidos oficiales con el primer equipo del Athletic Club.
- Porteros (8): Daniel Aranzubia, Imanol Etxeberria, Iago Herrerín, Gorka Iraizoz, Iñaki Lafuente, Unai Simón, Juan José Valencia, Andoni Zubizarreta.
- Defensas (33): José Ramón Alexanco, Rafael Alkorta, Yeray Álvarez, Fernando Amorebieta, Genar Andrinua, Daniel Astrain, Jon Aurtenetxe, Asier del Horno, Xabier Etxeita, Patxi Ferreira, Luis de la Fuente, Óscar de Marcos, Carlos García, Andoni Goikoetxea, Felipe Guréndez, Andoni Iraola, Aitor Karanka, Andoni Lakabeg, Aymeric Laporte, Aitor Larrazabal, Iñigo Lekue, Íñigo Liceranzu, Luis Prieto, Ander Murillo, José María Núñez, Unai Nuñez, Patxi Salinas, Óscar Tabuenka, Santiago Urkiaga, Óscar Vales, Daniel Vivian, Ustaritz Aldekoaotalora, Félix Zubiaga.
- Centrocampistas (20): Beñat Etxebarria, Miguel de Andrés, Xabier Eskurza, Luis Fernando Fernández, José Ramón Gallego, Ander Garitano, Javi González, Julen Guerrero, Carlos Gurpegi, Ibai Gómez, Ander Iturraspe, Iker Muniain, Txetxu Rojo, Rojo II, Oihan Sancet, Miguel Ángel Sola, Josu Urrutia, Ismael Urtubi, Mikel Vesga, Fran Yeste.
- Delanteros (15): Aritz Aduriz, Estanislao Argote, Daniel Ruiz-Bazán, Endika Guarrotxena, Gorka Guruzeta, Fernando Llorente, Ricardo Mendiguren, José María Noriega, Carlos Ruiz, Julio Salinas, Manuel Sarabia, Markel Susaeta, Asier Villalibre, Iñaki Williams y Nico Williams.

Otros futbolistas destacados que, sin haber alcanzado los 100 encuentros, tienen una trayectoria destacada en la élite son Julen Agirrezabala, Kepa Arrizabalaga, Alejandro Remiro, Aitor Fernández, Aitor Paredes, Unai Gómez, Unai López, Javier Eraso, Peru Nolaskoain, Beñat Prados, Iñigo Ruiz de Galarreta, Oier Zarraga, Iñigo Córdoba, Gorka Guruzeta, Félix Sarriugarte o Jon Pérez "Bolo".

### Plantilla y cuerpo técnico
(*) Debutaron con el primer equipo en partido oficial.
- Los jugadores con dorsales superiores al 25 pertenecen al C. D. Baskonia o al equipo juvenil.

### Cuerpo técnico
Entrenadores con más partidos dirigidos: Iñaki Sáez (290), Ignacio Izaguirre (284) y José Ángel Ziganda (242).